# Ipolysági jezsuita kolostor
Az ipolysági jezsuita (korábban premontrei) kolostor Ipolyság legrégebbi építészeti öröksége. Az épületegyüttes a Mária mennybemenetele templomból, a mellette álló (sokáig magtárként használt) kolostorépületből és egy harmadik, az Ipolyra néző épületből áll.

## Története
1237 körül alapította a Hontpázmány nemzetségbeli Márton bán. 1446-ban Lévai Cseh László cseh zsoldosaival elfoglalta, és kirabolta a kolostort. 1546-ban Ipolyságot királyi rendeletre megerősítették, a kolostort várrá alakították át. 1550-ben a török sikertelenül ostromolta, de 1552-ben elfoglalta. 1595-ben szabadult fel, ezután erődítéseit lebontották, csak a kéttornyú templom és a kolostor épülete maradt meg, amelyet 1736-ban átalakítottak. 1624-ben átadási leltár készült a prépostság javairól Vinkovich Benedek prépost, zágrábi kanonok számára. A premontrei kolostor a török időkben elpusztult.
A korábbi kolostor romjaira a jezsuiták építették fel a ma is látható épületegyüttest. A barokk stílusú épületek több középkori elemet őriznek, így a kolostor keleti falában látható gótikus árkádokat vagy a templom 13. századi, bélletes kapuját.
A 21. század elejére azonban a kolostorépület a megsemmisülés szélére sodródott. Egy magyarországi magánszemély megvásárolta a felújítás szándékával, de a hivatalokkal nem jutott dűlőre, így 2020-ban eladásra kínálta. A műemlékvédelmi hivatal elvégezte az épület fotogrammetriai felmérését, de megmentésére nem látott esélyt. Ekkor az Orosz Örs vezette Sine Metu Polgári Társulás vásárolta meg Zachar Pál későbbi polgármester segítségével, egyúttal a Rozsnyói egyházmegyétől megvették a környező telkeket is. Ezek később a Külgazdasági és Külügyminisztérium alá tartozó Közép-európai Épített Örökség Megőrző Alapítvány egyik cégéhez, a Manevi SK-hoz kerültek. 2025-ben megkezdődött az épületegyüttes felújítása a magyar kormány támogatásával.